# Hal Ozsan
Hal Ozsan, de son vrai nom Halil Özşan, est un acteur britannico-chypriote né le 26 octobre 1976 à Famagouste.

## Biographie

### Formation
Plus jeune, il était musicien mais il a mis sa carrière de côté pour se consacrer au cinéma. À onze ans, il réussit à entrer dans une école de prestige (Brentwood, en Angleterre). Dans les années 1990, il déménage à Los Angeles où il se met immédiatement à jouer dans des films ou pour la télévision.

### Carrière
Il a joué des rôles importants dans des séries télévisées comme Kyle XY ou Dawson. Il a aussi un petit rôle dans Californication.
En 2007, il incarne Azazel dans le téléfilm Fallen.
En 2009, il apparaît dans la série 90210 Beverly Hills : Nouvelle Génération.
En 2011, il interprète le rôle d’un médecin dans la série Championnes à tout prix.
En 2012, il a joué dans un épisode de FBI : Duo très spécial. Il joue aussi le rôle de Labyrinthe sous la direction d'Anthony E. Zuiker pour les passages multimédia du tome 3 de sa trilogie Level 26 : Dark Revelations.
En 2013, il joue le rôle d’un photographe dans la série Mentalist.

## Filmographie

### Cinéma

#### Films
- 2002 : Simone d’Andrew Niccol : concierge de l’hôtel
- 2005 : Guy in Row Five : Billy
- 2006 : Caffeine (en) : un guitariste
- 2007 : Redline : Mike Z
- 2008  au delà des apparences:Vince
- 2007 : Children of Wax : Hakan
- 2010 : Head Over Spurs in Love (The Back-up Bride) : Serge Prozorofsky
- 2010 : Groupie : Travis Bellamy
- 2011 : Peach Plum Pear : Nils Hutchinson
- 2011 : For the Love of Money (en) : Abe
- 2020 : Infidel de Cyrus Nowrasteh : Ramzi

### Télévision

#### Téléfilms
- 2004 : Helter Skelter : Le folie de Charles Manson (Helter Skelter) : Joey Dimarco
- 2014 : Vampire Diaries  (Betrayed) : Jonatha
- 2014 :Mensonges et trahisons (Lies And betrayals)  Jonathan

#### Séries télévisées
- 2000 : Felicity : voix d’un homme aux cheveux longs (saison 2, épisode 16), voix d’un étudiant drogué (saison 2, épisode 19)
- 2000 : Jesse : Dawson (saison 2, épisode 19)
- 2001 : Providence : Rolando (saison 3, épisode 9)
- 2001 : FreakyLinks : Jamie Hallowell (épisode 7)
- 2001 : Parents à tout prix (Grounded for Life) : Jerry (saison 1, épisode 6)
- 2001 : Six pieds sous terre (Six Feet Under) : un homme chez le fleuriste (saison 1, épisode 9)
- 2001–2003 : Dawson (Dawson's Creek) : Todd Carr
- 2002 : Roswell (saison 3, épisode 12)
- 2003 : Fastlane : Oliver Jax (épisode 21)
- 2003 : Dragnet (L.A. Dragnet) (saison 2, épisode 4)
- 2004 : Division d'élite (The Division) (saison 4, épisode 16)
- 2005 : Les Experts : Miami (CSI: Miami) : Brandon Pace (saison 3, épisode 18)
- 2006 : Les Experts : Manhattan (CSI: NY) : Tony DeLuca (saison 3, épisode 6)
- 2007 : Fallen : Azazel
- 2008 : Shark : Donny Garland (saison 2, épisode 15)
- 2008 : The Unit : Commando d'élite (The Unit) : Raheem (saison 4, épisode 9)
- 2008 : Californication : Ronny Praeger (saison 2, épisodes 5, 6 et 11)
- 2009 : FBI : Portés disparus (Without a Trace) : Wyatt Brody (saison 7, épisode 16)
- 2009 : Kyle XY : Michael Cassidy
- 2009 : Supernatural : Patrick, le sorcier (saison 5, épisode 7)
- 2010 : Hawthorne : Infirmière en chef (Hawthorne) (saison 2, épisode 9)
- 2010 : Melissa and Joey : Dylan (saison 1, épisode 4)
- 2010–2011 : 90210 Beverly Hills : Nouvelle Génération (90210) : Miles Cannon (alias Douglas Atherton)
- 2011 : Suits, avocats sur mesure (Suits) : Jones Debeque (saison 1, épisode 7)
- 2012 : FBI : Duo très spécial (White Collar) : Gordon Taylor (saison 3, épisode 15)
- 2012 : Championnes à tout prix (Make It or Break It) : Dr Andrew Walker (saison 3, épisodes 6 et 7)
- 2012 : Bones : Jocco Kent (saison 7, épisode 12)
- 2012 : Hollywood Heights : Nick Lynch (saison 1, épisode 67)
- 2012 : Beauty and the Beast : Chris Miller (saison 1, épisode 8)
- 2013 : Mentalist (The Mentalist) : Mo Kahn (saison 5, épisode 11)
- 2013 : True Blood : le roi Charles II (saison 6, épisode 7)
- 2013 : Major Crimes : Bruce (saison 2, épisode 11)
- 2013 : Sons of Anarchy : Kia Ghanezi (saison 6, épisode 1)
- 2014 : Blacklist : Ezra (saison 2, épisode 2 et 3)
- 2014-2021 : NCIS: New Orleans
- 2018 : Jessica Jones : Griffin Sinclair (saison 2)
- 2022 : The Guardians of Justice : Van Dawson

#### Websérie
- 2011 : The Online Gamer : Mark

## Voix françaises
En France
| - Anatole de Bodinat dans : - 90210 Beverly Hills : Nouvelle Génération (série télévisée) - Kyle XY (série télévisée) - Supernatural (série télévisée) - Mentalist (série télévisée) - Mensonges et trahisons (téléfilm) - Magnum (série télévisée) - NCIS : Nouvelle-Orléans (série télévisée) - Adrien Antoine dans (les séries télévisées) : - Dawson (2e voix) - Californication - FBI : Duo très spécial | Et aussi - Éric Etcheverry (*1959 - 2010) dans Dawson (série télévisée - 1re voix) - Boris Rehlinger dans Fallen (mini-série) - Charles Germain dans Shark (série télévisée) - Nessym Guetat dans Bones (série télévisée) - Yoann Sover dans True Blood (série télévisée) - Didier Cherbuy dans Major Crimes (série télévisée) - Rémi Bichet dans Blacklist (série télévisée) - Jérôme Keen dans Graceland (série télévisée) - Laurent Maurel dans Doubt : Affaires douteuses (série télévisée) - Stéphane Pouplard dans Jessica Jones (série télévisée) - Alexis Victor dans The Guardians of Justice (série télévisée) |

Au Québec